# Wilhelm Ernst Friedrich Soermans
Wilhelm Ernst Friedrich Soermans (auch Soermanns; * 15. März 1763 in Danzig, Königreich Polen; † 11. Juni 1825 in Danzig, Königreich Preußen) war ein niederländischstämmiger Kaufmann und Senator in Danzig.

## Leben
Er stammte aus einer niederländischen Kaufmannsfamilie. Der Großvater Hendrik Soermans war nach Danzig eingewandert, der Vater Johann Heinrich Soermans  (1722–1775) war dort auch Schöppe und Ratsherr. Die Mutter Charlotte war eine Tochter des Kaufmanns Carl Uphagen.
Wilhelm Ernst Friedrich Soermans war 1788 Taufpate von Arthur Schopenhauer, einem Sohn seines Cousins. 1797 übernahm er die Leitung der Familienfirma Hendrik Soermans und Sohn, die vor allem mit Holz und Getreide handelte.
1807 wurde er Schöffe in der Freien Stadt Danzig, 1808 Konsul (bis 1814). 1817 gab Wilhelm Ernst Friedrich Soermans die Leitung des Familienunternehmens ab. 1819 und 1820 handelte er als Bevollmächtigter seines Verwandten Arthur Schopenhauer in der Angelegenheit des bankrottgegangenen Handelshauses A. L. Muhl. Seit 1821 war er Anteilseigner der Danziger Sparkasse.
Wilhelm Ernst Friedrich Soermans wohnte in der Langgasse 25 (1808 erwähnt) und hatte sein Kontor in der Hundegasse 25. Außerdem besaß er das Anwesen Königstal bei Langfuhr.